# Seznam osebnosti iz Občine Muta
Seznam osebnosti iz Občine Muta vsebuje osebe, ki so se tu rodile, delovale ali umrle.
Občina Muta zajema tri večja naselja, in sicer Zgornjo Muto, Spodnjo Muto in Gortino, ter pet zaselkov: Pernice, Mlake, Sv. Jernej nad Muto in Sv. Primož nad Muto.

## Politika
- Miloš Štibler (1882, Fala – 1969, Vuzenica), zadružnik, publicist, sodeloval pri ustanovitvi hranilnice na Muti
- Mirko Vošner (1960, Slovenj Gradec – ), župan Občine Muta

## Religija
- Janez Trstenjak (1823, Cogetinci – 1856, Grabonški Vrh), duhovnik, na Muti je služboval kot kaplan
- Karel Tribnik (1846, Muta – 1918, Jurklošter), duhovnik, glasbenik

## Kultura in umetnost
- Anton Ternovšek, kipar, deloval je v 18. stoletju
- Janez Andrej Strauss (1721, Slovenj Gradec – 1783, Slovenj Gradec), sin Franca Mihaela Straussa
- Alojz Zoratti (1874, Maribor – 1960, Maribor), pozlatar, kipar, na Muti je prenovil tri baročne oltarje
- Anton Hren (1880, Kompolje – 1936, Maribor), mladinski pisatelj, narodni delavec, bil je voditelj Ciril-Metodove šole na Muti
- Roman Bende (1893, Muta - 1941, Maribor), časnikar, pesnik, borec za severno mejo
- Karel Pečko (1920, Vuhred – 2016, Slovenj Gradec), akademski slikar, likovni pedagog, kulturni organizator, umetnik, galerist
- Janko Dolenc (1921, Mozirje – 1999, Slovenj Gradec), slikar, grafik, kipar, kulturni delavec
- Anton Repnik (1935, Sv. Vid pri Vuzenici – 2020, Slovenj Gradec), ljubiteljski slikar, ilustrator
- Ludvik Jerčič (1938, Muta – ), publicist, družbenopolitični delavec, ekonomist, kulturni organizator, športni organizator
- Leander Fužir (1942, Prevalje – ), slikar, elektrotehnik
- Adi Smolar (1959, Slovenj Gradec – ), glasbenik, kantavtor, pevec
- Matjaž Motaln (1961, Ljubljana – ), fotograf

## Znanost in šolstvo
- Josip Mravljak (1892, Vuzenica – 1953, Vuzenica), zgodovinar, učitelj, politik
- Franček Lasbaher (1938, Trbegovci, Sv. Jurij ob Ščavnici – 2022), pedagoški svetovalec, ravnatelj šole, germanist, anglist, ljubiteljski zgodovinar, učitelj
- Anita Goltnik Urnaut (1964, Slovenj Gradec – ), doktorica znanosti, psihologinja, športnica, odbojkarica

## Gradbeništvo in arhitektura
- Vladimir Čadež (1911, Ljubljana – 1994, Ljubljana), gradbenik, kot delegat Izvršnega sveta za prevzem in obnovo Štajerske železoindustrijske družbe je bil zaposlen v Železarni Muta

## Drugo
- Herman II. Celjski (1361, Celje – 1435, Bratislava), vojskovodja, z darovnicami je med drugim podpiral tudi samostan na Muti
- Ivo Vomer (1919, Čadram – 1996, Ljubljana), veterinar, na Muti je obiskoval osnovno šolo